# Pepsi Max
Pepsi Max er et varemærke, der bruges af PepsiCo, som betegnelse for en cola uden sukker, der er sødet med aspartam. Den ses som et alternativ til Pepsi og Diet Pepsi. Pepsi Max indeholder 0,4 kcal per 100 ml.
Den blev introduceret i april 1993 i Storbritannien og Italien. I slutningen af 1994 blev den solgt i omkring 20 lande. Der er siden hen blevet introduceret flere forskellige smage. Blandt andet med lime og kirsebær.  
PepsiCos motto for Pepsi Max: Maximum taste, no sugar (maximal smag, ingen sukker).